# Linus Torvalds
Linus Benedict Torvalds (Helsinki, 28 december 1969) is een Fins-Amerikaans informaticus, die het bekendst is vanwege de initiële ontwikkeling van de Linuxkernel en daar tegenwoordig nog steeds coördinator van is.

## Levensloop
Torvalds is een zoon van de journalisten Anna en Nils Torvalds die hem naar Linus Pauling noemden. Hij behoort tot de Zweedssprekende minderheid in Finland, maar woont sinds 2008 in de Verenigde Staten en heeft zich in 2010 laten naturaliseren tot Amerikaans staatsburger.
Hij is verantwoordelijk voor het ontstaan van de Linuxkernel en bracht, door de code te verspreiden onder de General Public License (GPL), de vrije-softwarebeweging voor het eerst onder de aandacht van een groot publiek. In 1991 kondigde hij de beschikbaarheid van zijn Free Minix-like kernel voor het eerst aan. Zijn kernel was een aanvulling van het GNU-project, waaraan alleen nog een kernel ontbrak – daarvoor was indertijd, en nu nog steeds De Hurd gepland.
Inmiddels is minder dan vijf procent van de huidige code van de Linuxkernel van zijn hand, maar Torvalds wordt nog wel door iedereen gezien als degene die het best kan beslissen welke code wel of niet in Linux terechtkomt. Op deze manier wordt voorkomen dat er een nieuwe afsplitsing van de Linuxkernel ontstaat en wordt verspreid, ook al is dit juridisch gezien mogelijk onder de GPL-licentie.
Torvalds ziet Linux als een hobby; hij had tot juni 2003 een fulltime baan bij Transmeta en vanaf die datum bij OSDL, nu opgegaan in de Linux Foundation. Als iemand vroeg wat hij bij Transmeta precies deed, dan was het antwoord "cool stuff" of gewoon "stuff". Waarschijnlijk werkte hij aan een compiler voor een nieuwe processor. Daarnaast mocht hij van Transmeta ook tijdens kantooruren aan Linux werken.
Torvalds had geen bezwaar tegen het schrijven van propriëtaire software bij Transmeta. Voor hem komt techniek op de eerste plaats en de openheid en vrije beschikbaarheid is voor hem alleen een methode om de software beter te maken. Hij behoort hiermee tot de pragmatische open source beweging en niet tot de vrije software beweging (met name geleid door Richard Stallman en het GNU Project) die het met name te doen is om vrijheid.
Om bij Transmeta te kunnen werken verhuisde Torvalds van zijn geboorteland naar Silicon Valley. Samen met zijn echtgenote Tove Monni heeft hij drie kinderen, die hij geregeld meeneemt naar Linuxcongressen. Hij houdt zich meestal afzijdig van verhitte discussies over softwarelicenties.
Transmeta was intensief bezig 386+-processors na te bootsen, en Torvalds had daar bij het starten van zijn Linux-project een uitgebreide studie naar gedaan. Hij had vooral ervaring met de software-aspecten ervan, en gezien Transmeta als emulatiemaker erg softwaregericht is, kon Torvalds veel bijdragen. In zijn autobiografie zegt hij dat hij bijvoorbeeld de eerste tijd voornamelijk bezig was geweest een x86-emulator te schrijven.
In 2001 schreef Torvalds met behulp van David Diamond een autobiografie met een enigszins humoristische ondertoon.
Om beter te kunnen werken aan de Linuxkernel heeft Linus een het programma Git geschreven (dit ter vervanging van het programma Bitkeeper dat hij tot dan toe gebruikte).

## Erkenning
Op 20 april 2012 werd Torvalds uitgeroepen tot een van de twee winnaars van de Millennium Technology Prize. De andere winnaar was Shinya Yamanaka. De prijs wordt vaak beschreven als de Nobelprijs binnen de Technologie.
Ook in 2012 werd Torvalds door de Internet Society geëerd voor zijn bijdrage aan het Internet door opgenomen te worden in de Internet Hall of Fame.